# St. Charles (Iowa)

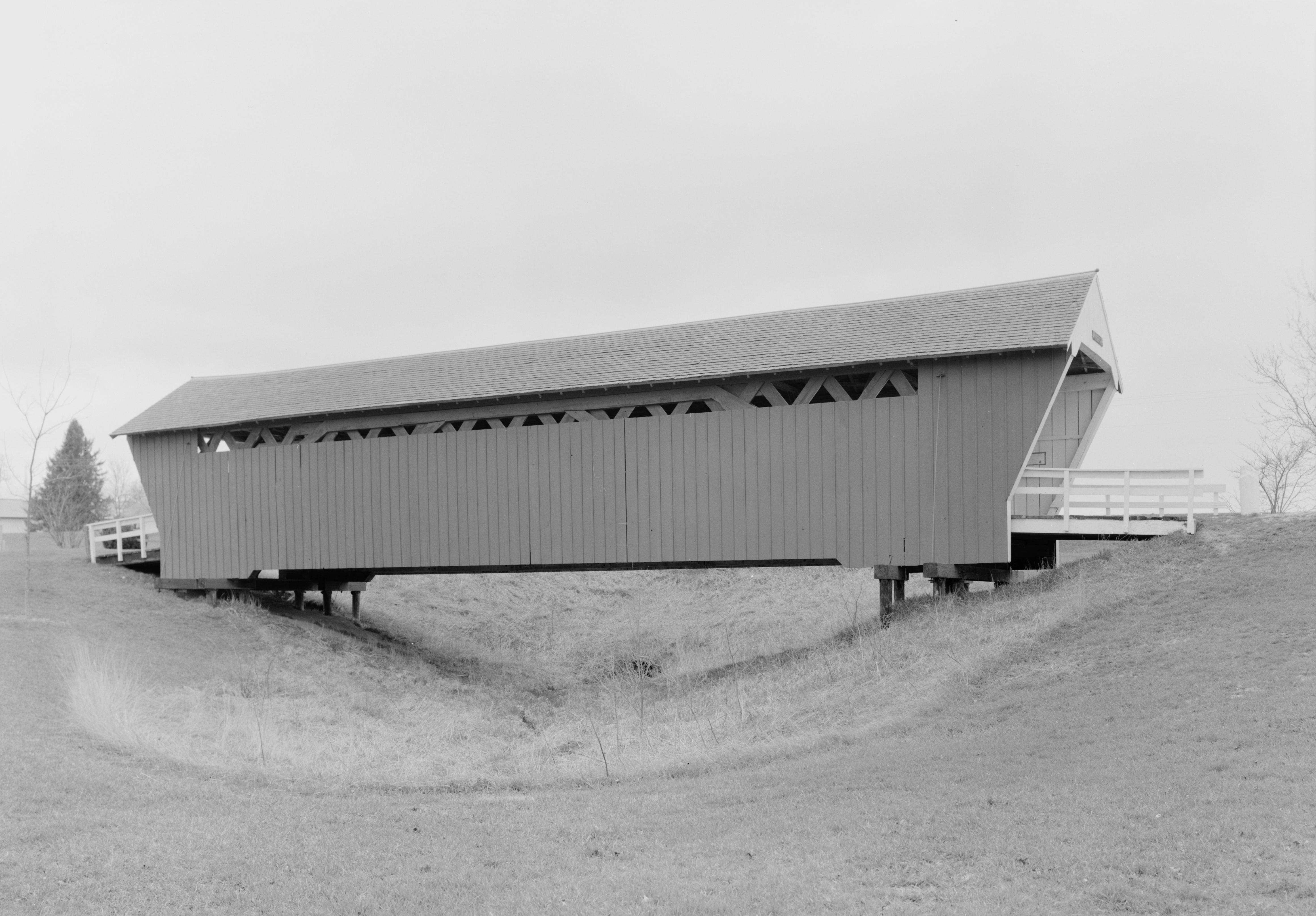
Most z 1870 roku w pobliżu St. Charles

St. Charles – miasto w Stanach Zjednoczonych, w stanie Iowa, w hrabstwie Madison. Zgodnie ze spisem statystycznym z 2000 roku, miasto liczyło 619 mieszkańców.